# Edenite
L'edenite (simbolo IMA: Ed) è un minerale non molto comune del supergruppo dell'anfibolo, all'interno del quale viene collocato nel "gruppo degli anfiboli con W(OH,F,Cl)-dominante" e da lì al sottogruppo degli anfiboli di calcio dove occupa un posto nel "gruppo contenente la radice edenite nel nome"; essendo un anfibolo, appartiene agli inosilicati e pertanto alla famiglia minerale dei "silicati", e possiede composizione chimica NaCa2Mg5(Si7Al)O22(OH)2.
L'edenite è definita con:
- sodio dominante in posizione A
- magnesio dominante in posizione C
- ossidrile OH dominante in posizione W

## Etimologia e storia
Notizie scritte dell'edenite risalgono al 1831 quando Charles Upham Shepard accennò al minerale in un suo scritto, ma affermando anche che il nome era già di uso comune e si riferiva alla località di estrazione del minerale, Edenville (41.27583°N 74.41139°W nella contea di Orange (nello stato di New York).
La prima analisi chimica dell'edenite sembra essere quella pubblicata da Carl Rammelsberg nel 1858.

## Classificazione
La classica nona edizione della sistematica dei minerali di Strunz, aggiornata dall'Associazione Mineralogica Internazionale (IMA) fino al 2009, elenca l'edenite nella classe "9. Silicati (germanati)" e da lì nella sottoclasse "9.D Inosilicati"; questa viene suddivisa più finemente in base alla struttura del minerale, in modo tale che l'edenite possa essere trovata nella sezione "9.DE Inosilicati con catene doppie di periodo 2, Si4O11; clinoanfiboli" dove forma il sistema nº 9.DE.10.
Tale classificazione viene in piccola parte rivista nell'edizione successiva, proseguita dal database "mindat.org" e chiamata Classificazione Strunz-mindat, dove l'edenite occupa i medesimi classe, sottoclasse e sezione della nona edizione, per poi venire smistata nel sistema nº 9.DE.15.
Nella Sistematica dei lapis (Lapis-Systematik) di Stefan Weiß l'edenite si trova nella classe dei "silicati" e nella sottoclasse degli "inosilicati"; qui si trova nella sezione riservata ai minerali con struttura "[Si4O11] a due bande 6-; gruppo degli anfiboli; Ca2-anfiboli" dove forma il sistema nº VIII/F.10.
Anche la classificazione dei minerali secondo Dana, usata principalmente nel mondo anglosassone, elenca l'edenite nella famiglia dei "silicati", qui è nella classe degli "inosilicati: catene doppie non ramificate, W=2" e nella sottoclasse degli "inosilicati: catene doppie non ramificate, configurazione anfibolo W=2" dove forma il "gruppo 2, Anfiboli di calcio" insieme ad aluminotschermakite, alumino-magnesio-orneblenda, kaersutite, magnesiosadanagaite, pargasite e tremolite con il sistema nº 66.01.03a.

## Abito cristallino
L'edenite cristallizza nel sistema monoclino nel gruppo spaziale C2/m (gruppo nº 12) con i parametri reticolari a = 9,837(4) Å, b = 17,954(6) Å, c = 5,307(2) Å e β = 105,18(2)°, oltre ad avere 2 unità di formula per cella unitaria.

## Origine e giacitura
L'edenite si rinviene nelle rocce ignee plutoniche intermedie ed in quelle metamorfiche di medio grado come le anfiboliti ed i marmi associata a titanite, mica e chondrodite. La paragenesi è con condrodite, mica e titanite.
L'edenite è stata segnalata in diversi siti sparsi per il mondo. Qui si ricorda solo la sua località tipo, Edenville, nella contea di Orange, nello Stato di New York (Stati Uniti).

## Forma in cui si presenta in natura
L'edenite si trova comunemente in cristalli ben formati lunghi fino a 2,5 cm, è conosciuta anche in forma fibrosa e in anelli attorno ai pirosseni. Il minerale è traslucido con lucentezza vitrea; il colore può essere bianco, grigio, verde chiaro o scuro, ma anche marrone o marrone rosato chiaro, mentre il colore del suo striscio è sempre bianco.

## Utilizzi
Sebbene l'edenite non sia importante per applicazioni commerciali o industriali, viene spesso studiata per le sue proprietà uniche di sostituzione chimica. I risultati degli studi sugli anfiboli hanno dimostrato che l'edenite è particolarmente adatta a incorporare anioni cloruro nella sua struttura chimica. Ciò rende l'edenite un buon candidato per il frazionamento degli isotopi del cloro nelle rocce contenenti anfiboli. Molte varianti sintetiche dell'edenite vengono utilizzate anche nella ricerca geochimica per produrre un analogo del boro della fluoredenite.